# Оябе (Тояма)

36°40′32″ пн. ш. 136°52′07″ сх. д. / 36.67556° пн. ш. 136.86861° сх. д.
Оябе́ (яп. 小矢部市, おやべし, МФА: [ojabe ɕi̥]) — місто в Японії, в префектурі Тояма.

## Короткі відомості
Розташоване в західній частині префектури, в басейні річки Оябе. Місце битви на перевалі Курікара 1183 року між Мінамото Йосінакою та Тайрою Кореморі. Виникло на основі постоялого містечка на Північноземному шляху. Отримало статус міста 1964 року. Основою економіки є сільське господарство, харчова й хімічна промисловість, комерція. Станом на 1 квітня 2009 площа міста становила 134,11 км². Станом на 1 липня 2011 населення міста становило 31 778 осіб.